# N-idrossiarilammina O-acetiltransferasi
La N-idrossiarilammina O-acetiltransferasi è un enzima appartenente alla classe delle transferasi, che catalizza la seguente reazione:
acetil-CoA + una N-idrossiarilammina ⇄ CoA + uns N-acetossiarilammina
L'enzima del fegato, ma non quello dei batteri, può anche catalizzare la N-acetilazione delle arilammine e la N,O-acetilazione degli arilidrossammati.